# Асплунд, Гуннар
Гу́ннар А́сплунд (швед. Erik Gunnar Asplund; 22 сентября 1885 — 20 октября 1940) — шведский архитектор, который параллельно Алвару Аалто проделал путь от нордического неоклассицизма до функционализма.

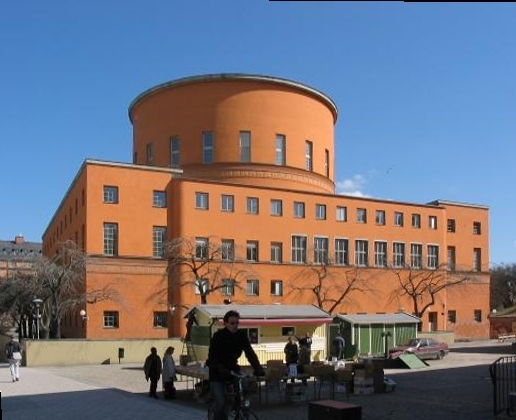
Городская библиотека в Стокгольме (1924-27)

Среди важнейших проектов Асплунда можно назвать здание Стокгольмской библиотеки, строительство которого велось между 1924 и 1928 годом. По своему образу это типичный пример осовремененного северного классицизма с элементами скупого модерна. В 1927 году Асплунд также участвовал в конкурсе проектов выборгской городской библиотеки, в котором победу одержал финский архитектор Алвар Аалто, считавший Асплунда своим учителем и предшественником.
До 1930 года, когда в Стокгольме прошла всемирная выставка, Асплунд проектировал строгие и лаконичные здания с минимальной отделкой (Городская библиотека в Стокгольме, 1924-27). В 1930-е года акцент его творчества сместился на функциональность при сохранении классической уравновешенности (Бактериологический институт в Стокгольме, 1933-37). С 1931 года был профессором архитектуры в Королевском технологическом институте.
Наиболее полное представление о творчестве Асплунда даёт ансамбль Лесного кладбища в Стокгольме, над которым он совместно с Сигурдом Леверенцем работал с 1915 г. (ныне — памятник Всемирного наследия ЮНЕСКО). Вместе с Леверенцем Асплунд отвечал за архитектурное оформление всемирной выставки 1930 года. Несмотря на временный характер построенных павильонов, их стиль (модерн в стекле и стали) оказал несомненное влияние на развитие архитектуры XX века. В частности, тот же Алвар Аалто, получив заказ на проект выставочных павильонов в Турку, специально приезжал в Стокгольм, чтобы увидеть направление работы и стиля.